# Кути (Сењица)
Кути (слч. Kúty) насељено је мјесто са административним статусом сеоске општине (слч. obec) у округу Сењица, у Трнавском крају, Словачка Република.

## Становништво
| Година:    | 1994. | 2004.   | 2014.   | 2024.   |
| ---------- | ----- | ------- | ------- | ------- |
| Број људи: | 4093  | 4129    | 4053    | 4008    |
| Разлика:   |       | +0,87 % | -1,84 % | -1,11 % |

| Година:    | 2023. | 2024.   |
| ---------- | ----- | ------- |
| Број људи: | 4012  | 4008    |
| Разлика:   |       | -0,09 % |

Према подацима о броју становника из 2024. године насеље је имало 4008 становника.